# FFA Cup 2018
Der FFA Cup 2018 war die fünfte Austragung des australischen Fußball-Pokalwettbewerbs der Männer. Die Saison begann am 25. Juli und endete am 30. Oktober 2018 mit dem Finale. Titelverteidiger war der Sydney FC, der erst im Finale unterlag.
Insgesamt nahmen 781 Fußballmannschaften an dem Wettbewerb teil. 32 Mannschaften erreichten die erste Hauptrunde, darunter die zehn Klubs der A-League 2017/18, der Meister der National Premier Leagues 2017 sowie 21 unterklassige Klubs, die sich in den regionalen Qualifikationsrunden durchsetzten.
Sieger wurde zum zweiten Mal Adelaide United mit einem 2:1-Sieg gegen den Sydney FC. Das Finale war eine Wiederholung des Vorjahres, in dem sich Sydney 2:1 nach Verlängerung durchgesetzt hatte. Torschützenkönig wurde der Australier Craig Goodwin von Adelaide United mit fünf Toren.

## Teilnehmer
In den verschiedenen regionalen Qualifikationsrunden traten mehrere hundert Mannschaften an, um sich für einen von 21 zu vergebenden Hauptrundenplätze zu qualifizieren. Die zehn Teams der A-League 2017/18 waren für die Hauptrunde gesetzt. Einen weiteren direkte Startplatz erhielt der Meister der National Premier Leagues 2017.
Alle neun Regionalverbände des australischen Fußballverbandes trugen Qualifikationsrunden aus. Die Verteilung der Qualifikationsplätze pro Regionalverband blieb im Vergleich zum Vorjahr unverändert. New South Wales erhielt fünf, Queensland und Victoria je vier, Northern New South Wales und Western Australia je zwei, das Australian Capital Territory, das Northern Territory, South Australia und Tasmania je einen Platz.
| A-League die 10 Vereine der Saison 2017/18 | A-League die 10 Vereine der Saison 2017/18 | National Premier Leagues der Meister der Saison 2017 |
| Adelaide United Brisbane Roar Central Coast Mariners Melbourne City FC Melbourne Victory | Newcastle United Jets Perth Glory Sydney FC (TV) Wellington Phoenix Western Sydney Wanderers                                                                                  | Heidelberg United |
| Sieger der Qualifikationsrunden 21 Sieger der 9 Landesverbände der FFA | | |
| - Australian Capital Territory Canberra FC (II) - New South Wales APIA Leichhardt Tigers (II) Bonnyrigg White Eagles (II) Maccabi Hakoah (II) Marconi Stallions (II) Rockdale City Suns (II) - Northern New South Wales Broadmeadow Magic (II) Charlestown City Blues (II) | - Northern Territory Hellenic Athletic (II) - Queensland Cairns FC (II) Gold Coast Knights (III) Olympic FC (II) Queensland Lions (II) - South Australia Adelaide Comets (II) | - Tasmania Devonport City FC (II) - Victoria Avondale FC (II) Bentleigh Greens SC (II) Northcote City FC (II) Port Melbourne SC (II) - Western Australia Armadale SC (II) Gwelup Croatia (III) |

## Erste Hauptrunde
Die Begegnungen der ersten Hauptrunde wurden am 26. Juni 2018 ausgelost. In der Klammer ist die jeweilige Ligaebene angegeben, in der der Verein in der Saison 2016/17 spielte.
| Datum                 |                             | Ergebnis  |                              |
| --------------------- | --------------------------- | --------- | ---------------------------- |
| 25.07.2018, 19:30 Uhr | Avondale FC (II)            | 4:1 (1:1) | Marconi Stallions (II)       |
| 25.07.2018, 19:30 Uhr | Port Melbourne SC (II)      | 0:1 (0:1) | APIA Leichhardt Tigers (II)  |
| 25.07.2018, 19:30 Uhr | Canberra FC (II)            | 1:4 (1:2) | Broadmeadow Magic (II)       |
| 25.07.2018, 19:30 Uhr | Queensland Lions (II)       | 3:2 (2:0) | Olympic FC (II)              |
| 25.07.2018, 20:30 Uhr | Gwelup Croatia (III)        | 0:4 (0:2) | Adelaide Comets (II)         |
| 25.07.2018, 20:30 Uhr | Bonnyrigg White Eagles (II) | 2:1 (1:0) | Maccabi Hakoah (II)          |
| 01.08.2018, 19:30 Uhr | Rockdale City Suns (II)     | 2:4 (1:1) | Sydney FC (I)                |
| 01.08.2018, 19:30 Uhr | Adelaide United (I)         | 3:0 (2:0) | Central Coast Mariners (I)   |
| 01.08.2018, 19:30 Uhr | Heidelberg United (II)      | 2:1 (2:0) | Charlestown City Blues (II)  |
| 01.08.2018, 19:30 Uhr | Cairns FC (II)              | 4:0 (0:0) | Armadale SC (II)             |
| 07.08.2018, 19:30 Uhr | Bentleigh Greens SC (II)    | 1:0 (1:0) | Wellington Phoenix (I)       |
| 07.08.2018, 19:30 Uhr | Gold Coast Knights (III)    | 0:1 (0:1) | Newcastle United Jets (I)    |
| 07.08.2018, 19:30 Uhr | Brisbane Roar (I)           | 0:1 n. V. | Melbourne City FC (I)        |
| 07.08.2018, 19:30 Uhr | Northcote City FC (II)      | 1:3 (0:2) | Devonport City FC (II)       |
| 07.08.2018, 20:30 Uhr | Hellenic Athletic (II)      | 3:4 (1:2) | Western Sydney Wanderers (I) |
| 07.08.2018, 20:30 Uhr | Perth Glory (I)             | 0:1 (0:1) | Melbourne Victory (I)        |

## Zweite Hauptrunde
Die Begegnungen der zweiten Hauptrunde wurden am 7. August 2018 ausgelost. In der Klammer ist die jeweilige Ligaebene angegeben, in der der Verein in der Saison 2016/17 spielte.
| Datum                 |                             | Ergebnis  |                              |
| --------------------- | --------------------------- | --------- | ---------------------------- |
| 21.08.2018, 19:30 Uhr | Avondale FC (II)            | 4:1 (2:1) | Devonport City FC (II)       |
| 21.08.2018, 19:30 Uhr | Broadmeadow Magic (II)      | 0:4 (0:0) | Bentleigh Greens SC (II)     |
| 21.08.2018, 19:30 Uhr | APIA Leichhardt Tigers (II) | 3:2 (1:0) | Melbourne Victory (I)        |
| 21.08.2018, 19:30 Uhr | Cairns FC (II)              | 1:2 (1:0) | Sydney FC (I)                |
| 29.08.2018, 19:30 Uhr | Melbourne City FC (I)       | 1:0 (0:0) | Newcastle United Jets (I)    |
| 29.08.2018, 19:30 Uhr | Adelaide Comets (II)        | 0:4 (0:2) | Heidelberg United (II)       |
| 29.08.2018, 19:30 Uhr | Queensland Lions (II)       | 0:1 (0:1) | Adelaide United (I)          |
| 29.08.2018, 19:30 Uhr | Bonnyrigg White Eagles (II) | 1:2 (0:1) | Western Sydney Wanderers (I) |

## Viertelfinale
Die Begegnungen des Viertelfinales wurden am 29. August 2018 ausgelost. In der Klammer ist die jeweilige Ligaebene angegeben, in der der Verein in der Saison 2016/17 spielte.
| Datum                 |                             | Ergebnis             |                              |
| --------------------- | --------------------------- | -------------------- | ---------------------------- |
| 19.09.2018, 19:30 Uhr | Melbourne City FC (I)       | 1:2 (0:2)            | Western Sydney Wanderers (I) |
| 19.09.2018, 19:30 Uhr | Avondale FC (II)            | 2:4 n. V. (2:2, 0:2) | Sydney FC (I)                |
| 26.09.2018, 19:30 Uhr | APIA Leichhardt Tigers (II) | 0:2 (0:0)            | Adelaide United (I)          |
| 26.09.2018, 19:30 Uhr | Bentleigh Greens SC (II)    | 1:0 (0:0)            | Heidelberg United (II)       |

## Halbfinale
Die Begegnungen des Halbfinales wurden am 26. September 2018 ausgelost. In der Klammer ist die jeweilige Ligaebene angegeben, in der der Verein in der Saison 2016/17 spielte.
| Datum                 |                              | Ergebnis  |                     |
| --------------------- | ---------------------------- | --------- | ------------------- |
| 05.10.2018, 19:30 Uhr | Bentleigh Greens SC (II)     | 0:2 (0:1) | Adelaide United (I) |
| 06.10.2018, 19:30 Uhr | Western Sydney Wanderers (I) | 0:3 (0:0) | Sydney FC (I)       |

## Finale
| Adelaide United                                | Adelaide United | Sydney FC | Sydney FC |
| ---------------------------------------------- | --- | --- | --------- |
| Adelaide United                                | \| Finale \| \| 30. Oktober 2018 in Adelaide (Coopers Stadium) \| \| Ergebnis: 2:1 (1:1) \| \| Zuschauer: 14.448 \| \| Schiedsrichter: Jarred Gillett \| \| Spielbericht \|                                                                                      | \| Finale \| \| 30. Oktober 2018 in Adelaide (Coopers Stadium) \| \| Ergebnis: 2:1 (1:1) \| \| Zuschauer: 14.448 \| \| Schiedsrichter: Jarred Gillett \| \| Spielbericht \|                                                                                | Sydney FC |
| Adelaide United                                | Paul Izzo – Michael Marrone, Jordan Elsey, Michael Jakobsen, Scott Galloway – Isaías , Vince Lia (64. Ken Ilsø) – Ryan Strain, Mirko Boland (90.+5' Taylor Regan), Craig Goodwin (90.+1' Nikola Mileusnic) – Ben Halloran Cheftrainer: Marco Kurz ( Deutschland) | Andrew Redmayne – Rhyan Grant, Alex Wilkinson, Jop van der Linden, Michael Zullo – Joshua Brillante (81. Charles Lokolingoy), Brandon O’Neill – Paulo Retre (76. Daniel De Silva), Miloš Ninković – Adam Le Fondre, Alex Brosque Cheftrainer: Steve Corica | Sydney FC |
| Adelaide United                                | 1:0 Goodwin (25.) 2:1 Goodwin (74.) | 1:1 Le Fondre (28., Foulelfmeter) | Sydney FC |
| Adelaide United                                | Izzo (27.), Isaías (34.), Marrone (34.), Lia (63.) | Zullo (35.), O’Neill (52.), Brosque (68.) | Sydney FC |
| Finale                                         | | |           |
| 30. Oktober 2018 in Adelaide (Coopers Stadium) | | |           |
| Ergebnis: 2:1 (1:1)                            | | |           |
| Zuschauer: 14.448                              | | |           |
| Schiedsrichter: Jarred Gillett                 | | |           |
| Spielbericht                                   | | |           |

## Torschützenliste
Nachfolgend sind die besten Torschützen der Pokalsaison (ohne Qualifikation) aufgeführt. Bei gleicher Anzahl an Toren sind die Spieler alphabetisch sortiert.
| Rang | Nat        | Spieler        | Verein                   | Tore |
| ---- | ---------- | -------------- | ------------------------ | ---- |
| 01   | Australien | Craig Goodwin  | Adelaide United          | 5    |
| 02   | Australien | Trent Buhagiar | Sydney FC                | 4    |
| 03   | Australien | Liam Boland    | Avondale FC              | 3    |
|      | Australien | Alex Brosque   | Sydney FC                | 3    |
|      | England    | Adam Le Fondre | Sydney FC                | 3    |
|      | Australien | Chris Lucas    | Bentleigh Greens SC      | 3    |
|      | Spanien    | Oriol Riera    | Western Sydney Wanderers | 3    |
|      | Japan      | Tasuku Sekiya  | APIA Leichhardt Tigers   | 3    |